# Artlkofen
Artlkofen ist ein Ortsteil des Marktes Essenbach im niederbayerischen Landkreis Landshut.

## Geographie
Das Kirchdorf liegt nordwestlich des Kernortes Essenbach am Sendelbach. Östlich verlaufen die B 15a und die B 15 und südwestlich die Kreisstraße LA 6.

## Sehenswürdigkeiten
In der Liste der Baudenkmäler in Essenbach sind für Artlkofen zwei Baudenkmale aufgeführt:
- Die katholische Kirche St. Michael ist eine Saalkirche mit eingezogenem Chor und einem Westturm. Die barocke Anlage stammt aus der ersten Hälfte des 18. Jahrhunderts, während das Turmuntergeschoss noch spätgotisch ist. Der Westturm mit barockem Aufsatz trägt eine Kuppelhaube. In der Kirche befindet sich eine Orgel aus dem Jahr 1860 von Johann Rödl.[1]

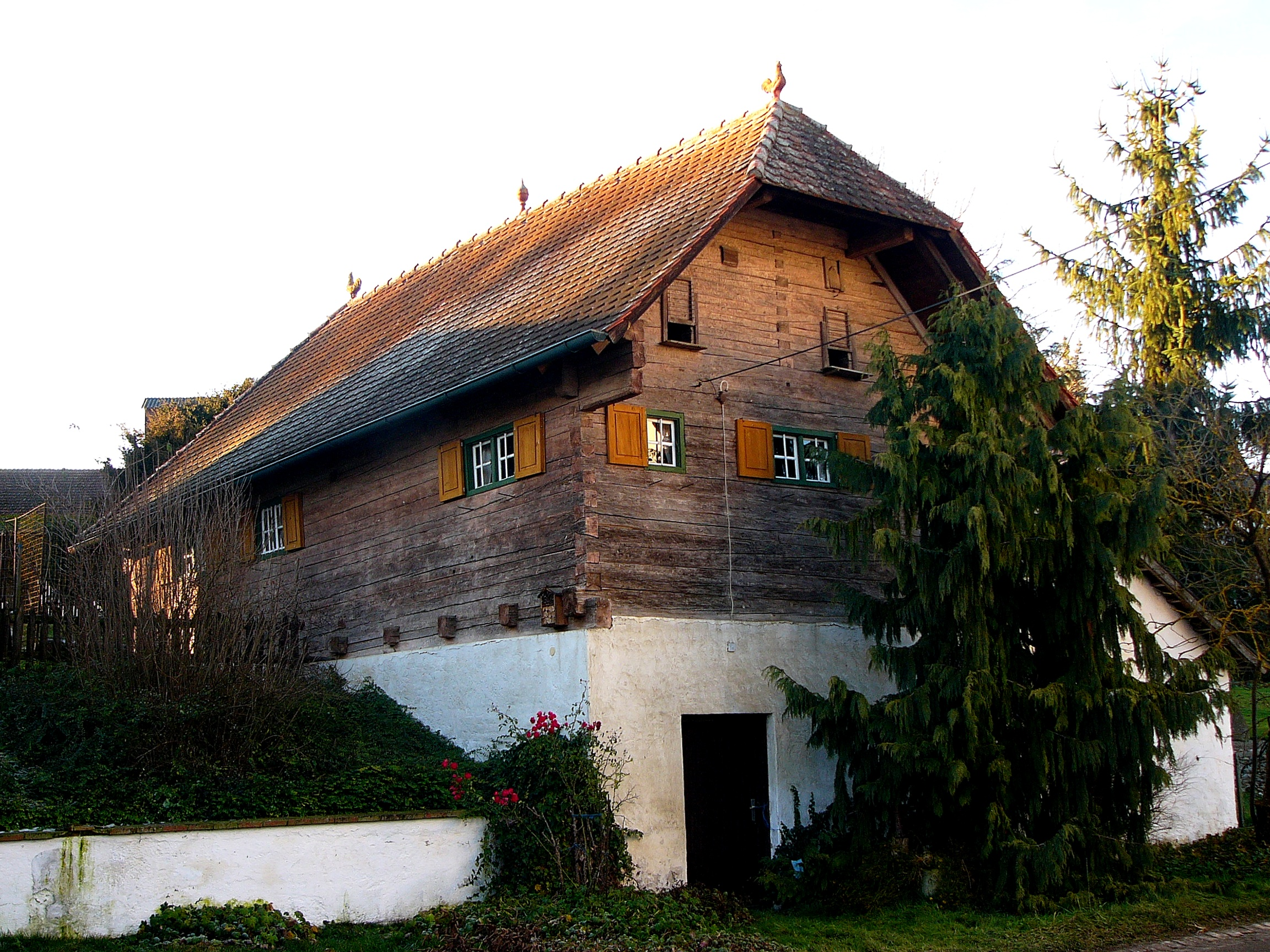
Ehemaliges Austragshaus (2017)

- Das ehemalige Austragshaus (zum gegenüberliegenden Hof Nr. 10) aus dem 18. Jahrhundert ist ein eingeschossiger Blockbau mit Schopfwalmdach und hohem, sockelartigem Untergeschoss. Der Eiskelleranbau erfolgte nach 1812. Das Back- und Waschhaus ist ein massiver Satteldachbau; die angebaute Kegelbahn ist ein langgestreckter Pultdachbau. Beide stammen aus dem 19. Jahrhundert.